# Іфрейта Тауншип (округ Ланкастер, Пенсільванія)
Іфрейта Тауншип (англ. Ephrata Township) — селище (англ. township) в США, в окрузі Ланкастер штату Пенсільванія. Населення — 10 386 осіб (2020).

## Демографія
Згідно з переписом 2010 року, у селищі мешкало 9400 осіб у 3402 домогосподарствах у складі 2501 родини. Було 3539 помешкань
Расовий склад населення:
| - 94,8 % — білих - 1,9 % — азіатів - 1,0 % — чорних або афроамериканців - 0,1 % — корінних американців - 1,0 % — осіб інших рас |

До двох чи більше рас належало 1,2 %. Частка іспаномовних становила 3,1 % від усіх жителів.
За віковим діапазоном населення розподілялося таким чином: 25,2 % — особи молодші 18 років, 59,2 % — особи у віці 18—64 років, 15,6 % — особи у віці 65 років та старші. Медіана віку мешканця становила 39,0 року. На 100 осіб жіночої статі у селищі припадало 94,9 чоловіків;  на 100 жінок у віці від 18 років та старших — 90,3 чоловіків також старших 18 років.
Середній дохід на одне домашнє господарство  становив 70 042 долари США (медіана — 61 938), а середній дохід на одну сім'ю — 78 204 долари (медіана — 71 584). Медіана доходів становила 49 775 доларів для чоловіків та 35 112 долари для жінок. За межею бідності перебувало 9,8 % осіб, у тому числі 13,3 % дітей у віці до 18 років та 9,3 % осіб у віці 65 років та старших.
Цивільне працевлаштоване населення становило 4930 осіб. Основні галузі зайнятості: освіта, охорона здоров'я та соціальна допомога — 22,8 %, виробництво — 17,8 %, роздрібна торгівля — 12,5 %, науковці, спеціалісти, менеджери — 8,0 %.